# 溫熱的銀蓮花
《溫熱的銀蓮花》（日語：アネモネは熱を帯びる）是日本漫畫家櫻木蓮創作的漫畫。2020年11月起於芳文社旗下雜誌《Manga Time Kirara Forward》2021年1月號連載，隔年6月出版書籍第1卷。繁體中文版由三日月書版於2022年8月起發售。

## 劇情
大槻凪紗在前往高中升學考試的路上，遇到了倒在路旁的小宮山茉白，因而錯過考試，深受打擊。凪紗在轉換心情後考上了住家附近的私立高中，並以就讀國立大學為目標。某一天，凪紗發現茉白與自己同一所學校。當天，茉白在上課時感到不舒服，由凪紗帶她到保健室。在保健室內，茉白向凪紗吐露心聲，凪紗提議兩人一起面對各自討厭的事物。凪紗在與茉白相處的過程中，發現自己正逐漸喜歡上她。

## 主要角色
大槻凪紗
金髮紫眼。想法樂觀積極。討厭看到小宮山茉白就心情消沉的自己。
小宮山茉白
黑髮紫眼。身體虛弱，在學校時經常需要到保健室休息。討厭白色。認為自己對凪紗的感情是「比喜歡更加喜歡」。

## 出版書籍
| 卷數 | 芳文社         | 芳文社                 | 三日月書版    | 三日月書版             |
| 卷數 | 發售日期       | ISBN                   | 發售日期      | ISBN                   |
| ---- | -------------- | ---------------------- | ------------- | ---------------------- |
| 1    | 2021年6月11日  | ISBN 978-4-8322-7282-8 | 2022年8月3日  | ISBN 978-626-715-212-6 |
| 2    | 2021年12月10日 | ISBN 978-4-8322-7331-3 | 2023年2月8日  | ISBN 978-626-715-250-8 |
| 3    | 2022年6月10日  | ISBN 978-4-8322-7371-9 | 2023年6月28日 | ISBN 978-626-715-278-2 |
| 4    | 2022年12月12日 | ISBN 978-4-8322-7424-2 |               |                        |
| 5    | 2023年7月12日  | ISBN 978-4-8322-7468-6 |               |                        |
| 6    | 2023年12月12日 | ISBN 978-4-8322-9509-4 |               |                        |
| 7    | 2024年7月11日  | ISBN 978-4-8322-9559-9 |               |                        |
| 8    | 2025年1月10日  | ISBN 978-4-8322-9603-9 |               |                        |

## 外部連結
- 漫畫連載網站（日語）